# Brothers: A Tale of Two Sons
Brothers: A Tale of Two Sons è un videogioco d'avventura, sviluppato da Starbreeze Studios e pubblicato da 505 Games, distribuito il 7 agosto 2013 per Xbox Live Arcade e successivamente per PlayStation Network, Microsoft Windows, Nintendo Switch, iOS e Android.

## Trama
Il gioco si apre con un ragazzino di nome Naiee inginocchiato davanti alla tomba della madre, deceduta in mare a causa di una tempesta proprio sotto gli occhi del figlio, incapace di salvarla; l'avvenimento ha fatto così nascere in lui la paura di nuotare. 
I suoi pensieri vengono interrotti da suo fratello maggiore, Naia, che lo chiama per farsi aiutare a trasportare il padre gravemente malato dal medico del villaggio. Questi spiega che l'unica cosa in grado di salvare l'uomo è la linfa dell'Albero della Vita, situato ben oltre le terre inesplorate del loro villaggio. I due fratelli decidono quindi di partire alla sua ricerca e cominciano il loro viaggio attraverso villaggi, sotterranei, montagne, torri a misura di gigante e valli insanguinate, dove si scontrano spesso con innumerevoli minacce. Lungo la strada riescono però anche ad aiutare altri personaggi - facendo riunire una coppia di troll, salvando un uomo da un tentato suicidio, collaborando con un inventore e liberando un ippogrifo prigioniero - che, a loro volta, li assistono nella loro avventura.
Ad un certo punto, Naia e Naiee si imbattono in una tribù di indigeni che si preparano a sacrificare una giovane donna. I due fratelli la salvano e la ragazza si offre quindi di condurli fino alla loro destinazione, avvicinandosi molto a Naia. Nonostante l'abbiano salvata, Naiee il fratello minore invece, nutre dei dubbi su di lei, e che non si fida, avendo uno strano presentimento. Più volte cerca di avveritre il frtallo del possibile pericolo, ma egli non lo ascolta. Dopo averli condotti in dei cunicoli sotterranei, tuttavia, la donna mostra il suo vero aspetto: quello di un grosso mostro aracnide intenzionato a divorarli. I due fratelli riescono ad affrontarla e a fuggire, ma non prima che la creatura traffiga Naia al ventre con uno dei suoi arti.
Usciti dai cunicoli, i fratelli raggiungono finalmente l'Albero della Vita. Dal momento che Naia fatica a muoversi, tocca a Naiee arrampicarsi fino in cima all'enorme pianta per raccoglierne la linfa. Una volta compiuta l'impresa e ridisceso, però, il ragazzino trova suo fratello ormai privo di vita e neppure la linfa è più in grado di salvarlo. Affranto, Naiee non può far altro che soffrire per la sua morte e seppellirlo nei pressi dell'Albero. Raggiunto e consolato dall'ippogrifo precedentemente salvato, l'animale lo riporta infine a casa. Durante il tragitto, tutte quelli che sono stati aiutati e salvati da Naia e Naiee, alzano lo sguardo al cielo e vedendo Naiee al galoppo dell'Ippogrifo lo salutano.
Per poter raggiungere il medico, Naiee deve attraversare un corso d'acqua e affrontare una serie di ostacoli che, fin'ora, era riuscito ad oltrepassare solo collaborando col fratello. Motivato dallo spirito della madre e guidato dalla voce di Naia, Naiee si fa forza per nuotare e scalare le rocce fino a raggiungere il dottore, il quale fa bere la linfa al suo paziente e lo fa riprendere completamente. 
Il gioco si conclude con Naiee e suo padre che, di fronte alle tombe della madre e di Naia, piangono la loro morte.

## Modalità di gioco
Brothers: A Tale of Two Sons si presenta come un gioco con visuale dall'alto in terza persona condivisa dai due personaggi giocanti. L'avventura può essere giocata in single-player, con un solo giocatore che manipola entrambi i fratelli protagonisti contemporaneamente, o in multi-player locale, con due giocatori che controllano ciascuno un fratello. Nel primo caso, i due personaggi sono controllati individualmente tramite una delle due leve analogiche del controller, mentre i rispettivi tasti dorsali attivano il comando per interagire con il mondo di gioco e compiere determinate azioni, quali parlare con i personaggi non giocanti, arrampicarsi o afferrare oggetti. I due possiedono inoltre alcune azioni esclusive: il maggiore è il più forte e può quindi tirare leve pesanti o sollevare il fratello verso punti più alti, oltre ad essere l'unico a poter nuotare efficacemente; il minore, invece, è in grado di passare attraverso le sbarre. Nel gioco si avanza facendo muovere entrambi i fratelli allo stesso tempo allo scopo di risolvere diversi puzzle ambientali, spesso facendo sì che effettuino azioni diverse ma contemporanee per proseguire. Nel caso che uno od entrambi i fratelli incontrino il gameover, ad esempio cadendo da grandi altezze o venendo raggiunti da un nemico, il gioco ricomincia dal checkpoint più recente. Tutti i brevi ma vari dialoghi del gioco sono parlati in una lingua fittizia e, perciò, storia e intenti vengono raccontati tramite azioni, gesti ed espressioni.

## Sviluppo
Brothers: A Tale of Two Sons, ufficialmente conosciuto come P13, è stato sviluppato da Starbreeze Studios ed è stato il loro primo gioco pubblicato in collaborazione con 505 Games.
Il gioco utilizza Unreal Engine 3
ed è stato progettato in collaborazione col pluripremiato regista Svedese Josef Fares.

## Accoglienza
Ha vinto il premio come Best Xbox Game, ovvero il premio per il miglior gioco indie del 2013 VGX Award Show (Spike Video Game Awards; VGAs), in competizione con Grand Theft Auto V, BioShock Infinite, e Tomb Raider. Il gioco è spesso menzionato come un esempio di arte videoludica per via della sua componente narrativa. Ha ricevuto recensioni positive dalla critica e nel gennaio 2015 aveva venduto oltre 800.000 unità.

## Remake
Un remake è stato confermato ai The Game Awards 2023 per PlayStation 5, Xbox Series X/S e Windows il 28 febbraio 2024. È stato sviluppato dagli sviluppatori italiani Avantgarden.